# Kwonkan eboracum
Kwonkan eboracum là một loài nhện trong họ Nemesiidae.
Kwonkan eboracum được miêu tả năm 1983 bởi Main.